# Horch 12
La Horch 12 (type 600 et 670) sont des voitures de la marque Horch avec un moteur à douze cylindres.
Sur un total de 81 construites de 1931 à 1934, quatre Horch 670 sont des cabriolets.
Elle fut présentée la première fois au Salon automobile de Paris en 1931. Elle sera la principale concurrente de la Maybach Zeppelin.

## Type 670

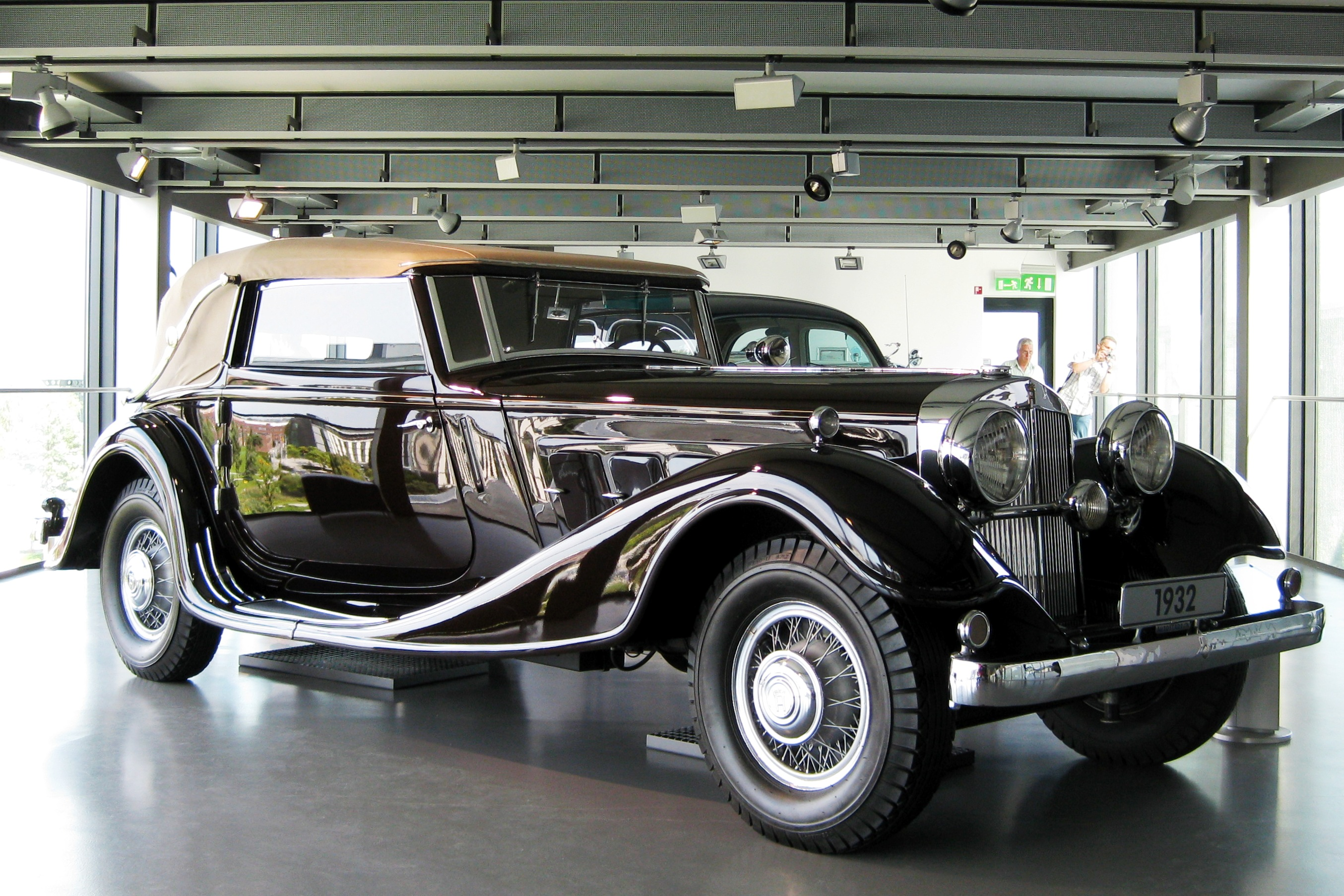

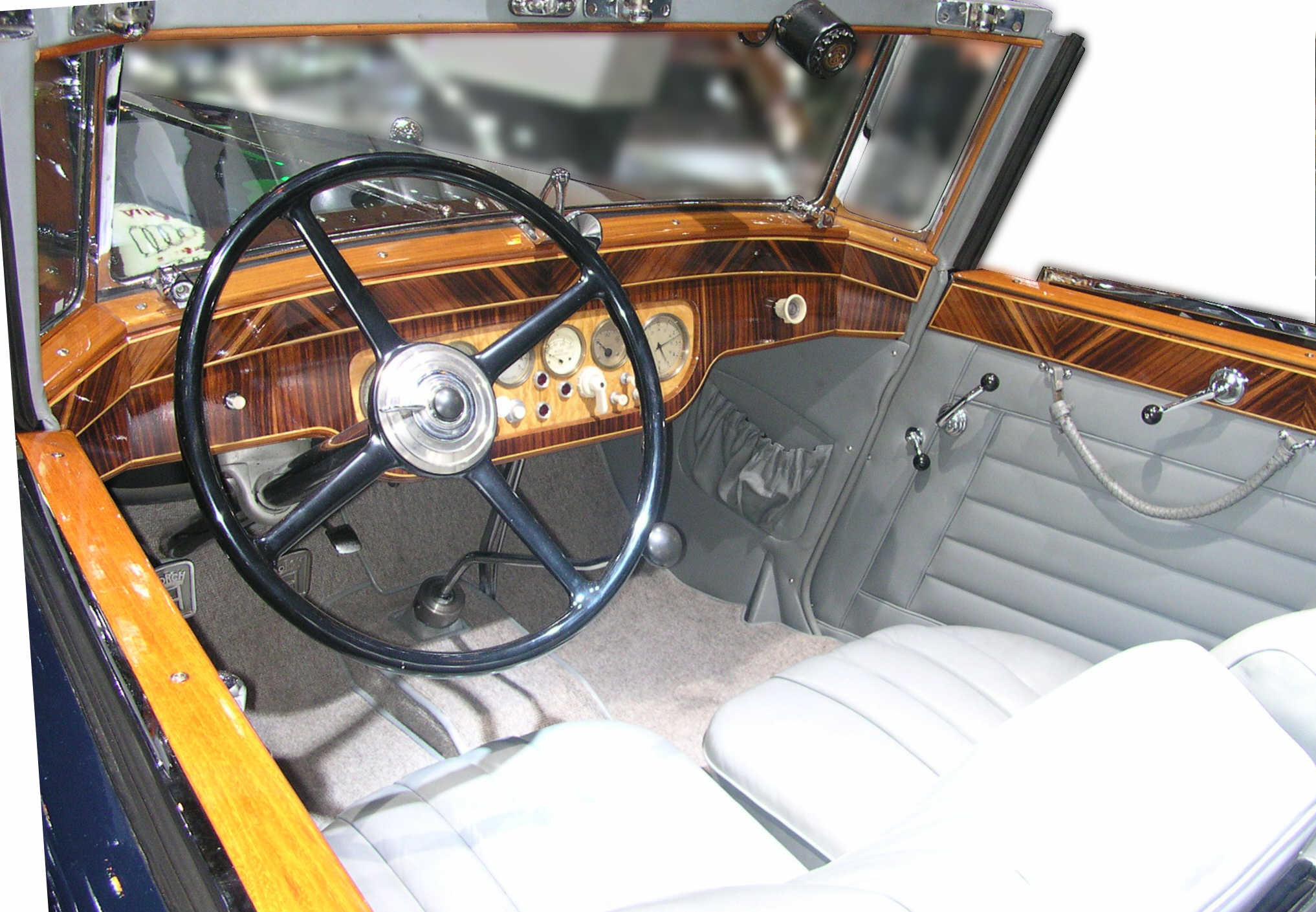

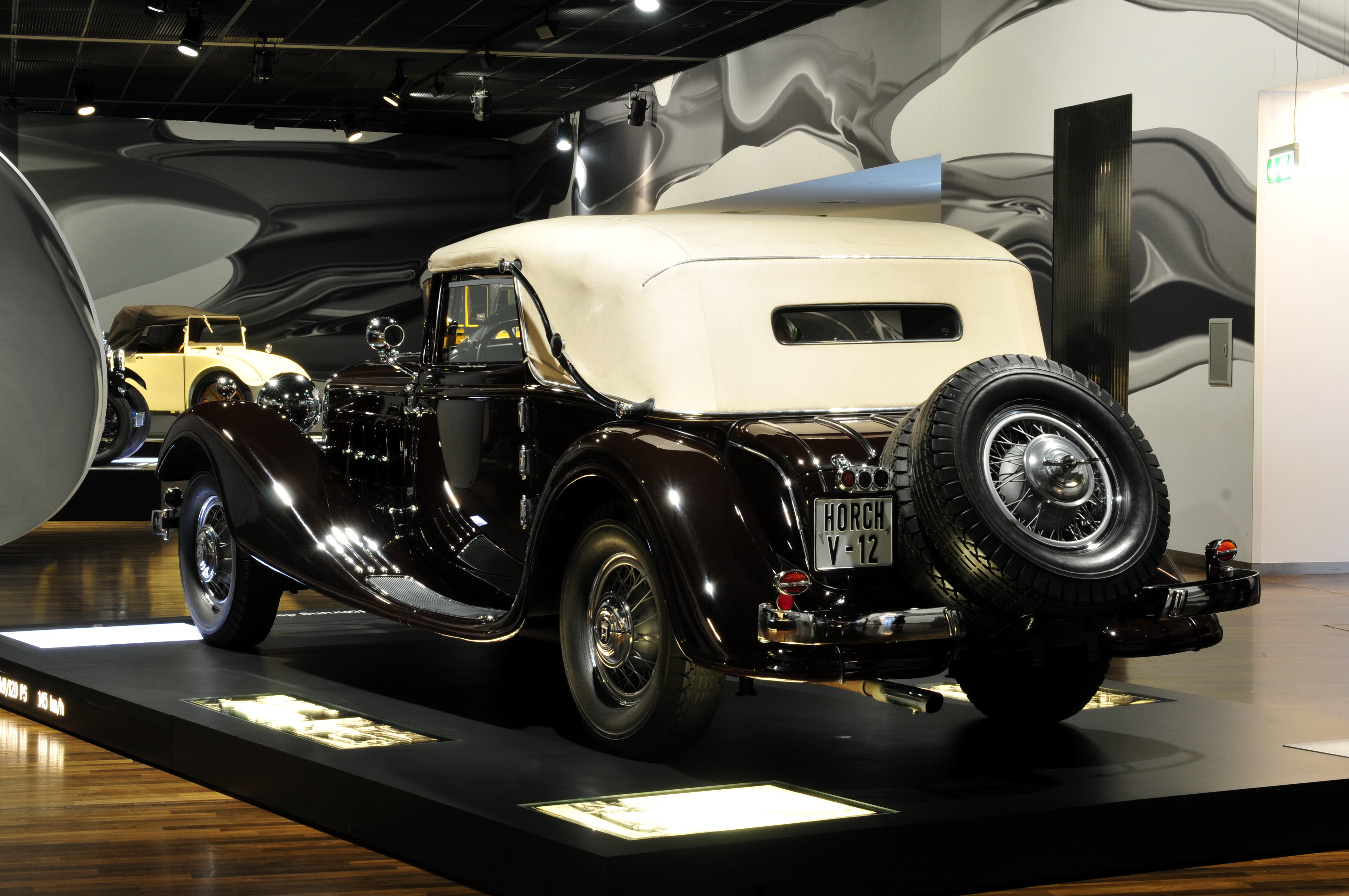